# Санаторій «Жемчужина»
Санаторій «Жемчужина» (рос. Санаторий «Жемчужина») — селище у Лузькому районі Ленінградської області Російської Федерації.
Населення становить 84 особи. Належить до муніципального утворення Лузьке міське поселення.

## Історія
Згідно із законом від 28 вересня 2004 року № 65-оз належить до муніципального утворення Лузьке міське поселення.

## Населення
| 1961 | 1997 | 2007 | 2010 |
| ---- | ---- | ---- | ---- |
| 399  | ↘85  | ↘68  | ↗84  |